# Религиозная нетерпимость
Религиозная нетерпимость — нетерпимость, мотивированная чьими-то личными религиозными убеждениями или практикой, или собственно нетерпимостью к другим религиозным верованиям или практикам как таковым. 
Религиозная нетерпимость проявляется как на культурном уровне, так и в качестве части догмы некоторых религиозных и секулярных групп. Простое утверждение от лица религии, что её собственная система верования и практики является правильной, а любые противоречащие ей верования являются неправильными, не представляет собой религиозную нетерпимость. В истории было много случаев, когда основные религии терпимо относились к другим практикам. Религиозная нетерпимость возникает тогда, когда религиозная группа (или же общество, или атеистическая группа) отказывается терпимо относиться к практикам, личностям или верованиям на религиозной основе. Помимо нетерпимости представителей одной религии по отношению к другой разновидностью религиозной нетерпимости новейшего времени является воинствующий атеизм, по сути и по форме идентичный средневековому разгулу религиозной нетерпимости.

## Современное положение и практика
Во многих государствах и странах мира существуют законы в рамках конституций этих государств и стран, явно запрещающие государству принимать участие в определённых актах религиозной нетерпимости или предпочтения в пределах границ данного государства. Например, первая поправка к конституции Соединённых Штатов, 4-я статья основного закона Германии, статья 44.2.1 конституции Ирландии, 40-я статья конституции Эстонии, 24-я статья конституции Турции и 36-я статья конституции КНР. Несмотря на то, что в конституциях многих других государств и стран отсутствуют положения, напрямую относящиеся к религии, там, тем не менее, присутствуют положения, запрещающие дискриминацию по религиозному признаку (например, 1-я статья конституции Франции, 15-я статья Хартии о правах и свободах Канады и 40-я статья конституции Египта). Следует отметить, что такие конституционные положения не обязательно гарантируют, что религиозная нетерпимость будет отсутствовать во всех элементах государства во все времена, и практика может широко отличаться от государства к государству и от страны к стране.
Однако в некоторых других государствах и странах может существовать религиозная предпочтительность, вызванная, например, признанием одной или более религий государственными. В Финляндии, например, государственными церквями являются Евангелическо-лютеранская церковь Финляндии и Финляндская православная церковь, хотя право свободного вероисповедания защищено 11-й статьёй Конституцией Финляндии.
В некоторых государствах и странах существуют законы о богохульстве, запрещающие диффамацию религиозной веры, которые иногда могут являться способом оправдать религиозную нетерпимость. В то время как в некоторых государствах и странах существуют законы, запрещающие любые формы богохульства (как в Германии, где в 2006 Манфред ван Х. был осуждён за богохульство в отношении ислама), связь между религиозной нетерпимостью и законами о богохульстве наиболее тесна, если такие законы применяются только к одной религии. Например, в Великобритании богохульные заявления нарушают закон только если они направлены в адрес Англиканской церкви, однако с 1922 года никто осуждён за это не был (см. Закон о богохульстве в Великобритании). В Пакистане богохульство в отношение догмат Корана наказуемо либо пожизненным заключением, либо смертью. Отступничество (отречение от своей предыдущей религии) тоже является уголовно наказуемым преступлением в ряде стран, особенно сурово наказание в Малайзии, где Абдул Рахман впервые ввел смертную казнь за обращение мусульман в христианство.
ООН защищает право на свободу вероисповедания в 18-й статье Всеобщей декларации прав человека, а во 2-й статье запрещает дискриминацию на религиозной почве. В 18-й статье также разрешается право поменять религию. Эта декларация юридически не обязательна к исполнению, но в 1998 году США приняли Международный акт религиозной свободы, создав Международную комиссию религиозной свободы и приказав правительству США принимать меры против любой страны, уличённой в нарушении религиозных свобод, описанных во Всеобщей декларации прав человека. Европейская Конвенция о защите прав человека и основных свобод, которая юридически связана со всеми государствами Европейского союза (следуя путём Акта по правам человека 1998 г. принятом в Великобритании), в 9-й статье объявляет вне закона ограничение прав человека в практиковании или перемене своей религии, а в 14-й статье объявляет вне закона дискриминацию на религиозной почве.
В годовом отчёте о международном положении относительно религиозных свобод за 2000 год Государственный департамент США упомянул Китай, Мьянму, Иран, Ирак и Судан как страны, в которых преследуют людей за их религиозные взгляды и практику. В отчёте, который охватывает период с июля 1999 по июнь 2000, описывается политика США в отношение стран, в которых происходит нарушение права на свободу вероисповедания с точки зрения Государственного департамента США. Адвокационная группа «Фридом Хаус» в 2000 году предоставила отчёт «Религиозная свобода в Мире», в которой классифицировала страны взяв как критерий степень религиозной свободы в них. Страны, получившие 7 баллов, означающие наименьший уровень религиозной терпимости к другим религиям в этих странах, были Туркменистан, Иран, Саудовская Аравия, Судан, Мьянма и Северная Корея. Китай получил 6 баллов, хотя Тибет был отдельно включён в категорию 7. Страны, получившие 1 балл, означающий наивысший уровень религиозной терпимости, были Эстония, Финляндия, Ирландия, Нидерланды, Норвегия и США.
В тех государствах и странах, которые открыто поддерживают религиозную терпимость, существуют дебаты относительно границ толерантности. Некоторые индивидуумы и группы, например, поддерживают верования или практики, которые приводят к совершению нарушающих законы действий, таких как употребление марихуаны последователями растафарианства, религиозное использование орлиных перьев некоренными американцами (что нарушает 50 CFR 22 — Закон орлиного пера) или практикование полигамии среди мормонов в XIX веке. Толкование слова «религия» и какие группы можно относить к религиям может также привести к разногласиям. Попытки принимать законы против действий относящихся к религиозной нетерпимости часто противоречат свободе слова. Во Франции за разжигание религиозной ненависти могут осудить на срок до 18 месяцев тюремного заключения. Попытки лейбористской партии Тони Блэра принять аналогичный закон в Великобритании были брошены в апреле 2006 после того, как этот закон критиковали как нарушающий свободу слова. В штате Виктория в Австралии в соответствие с Законом о расовой и религиозной терпимости нарушением закона является поведение, которое разжигает вражду, неуважение, отвращение или резкое осмеивание других людей или групп на почве религиозных верований.